# Amiota lacteoguttata
Amiota lacteoguttata är en tvåvingeart som först beskrevs av Josef Aloizievitsch Portschinsky 1891.  Amiota lacteoguttata ingår i släktet Amiota och familjen daggflugor. Inga underarter finns listade i Catalogue of Life.